# Sveindís Jane Jónsdóttir
Sveindís Jane Jónsdóttir, née le 5 juin 2001 à Keflavík, est une footballeuse internationale islandaise, qui joue au poste d'attaquante au Angel City FC.

## Biographie

### En club
Sveindís Jane Jónsdóttir fait ses débuts avec l'équipe première de l'ÍBK Keflavík en 2015. Lors de la saison 2016, à l'âge de quinze ans, elle inscrit 27 buts en 19 matchs de deuxième division islandaise. En 2018, avec 9 buts en 18 matchs de championnat, elle participe à l’obtention de la seconde place du classement et à la promotion en première division de Keflavík. Lors de la saison 2019, malgré les 7 buts en 17 matchs de Jónsdóttir, le club est relégué en deuxième division.
Le 5 décembre 2019, elle est prêtée au Breiðablik Kópavogur. Lors de la saison 2020, le club est sacré champion d'Islande. Jónsdóttir est élue meilleure joueuse du championnat et remporte le soulier d'or, avec 14 buts, le même total que sa coéquipière Agla María Albertsdóttir, mais Jónsdóttir a réussi cette performance avec un temps de jeu plus faible.
Le 28 décembre 2020, elle rejoint l'Allemagne et le VfL Wolfsburg pour quatre ans, mais est cependant immédiatement prêtée au club suédois du Kristianstads DFF. Lors de son premier match du championnat de Suède, le 18 avril 2021 face à l'Eskilstuna United, Jónsdóttir inscrit après seulement onze minutes de jeu son premier but. Pour son deuxième match contre Djurgården, elle inscrit un but et distille une passe décisive. Au cours du troisième match face au Växjö DFF, elle se blesse au genou en première minute et doit être évacuée sur civière. Alors que l'on craignait une rupture des ligaments croisés, Jónsdóttir ne manquera finalement que cinq matchs de championnat. Elle est par la suite élue joueuse du mois d'avril 2021. Au mois de décembre 2021, elle est élue footballeuse islandaise de l'année.
Le 29 janvier 2022, elle dispute son premier match de Bundesliga face au Turbine Potsdam, en remplaçant Lena Oberdorf à la 74e minute de jeu. Pour sa première titularisation en championnat, le 11 mars 2022, elle inscrit un doublé sur le terrain du FC Cologne (victoire 5-1). Au mois de mai, elle est sacrée championne d’Allemagne. Par la même occasion, elle prolonge d'une saison son contrat la liant au club allemand.

### En sélection
Jónsdóttir est convoquée pour la première fois en équipe d'Islande au mois de septembre 2020 par Jón Þór Hauksson. Elle dispute son premier match le 17 septembre 2020 face à la Lettonie en qualifications à l'Euro 2022, et inscrit un doublé, marquant aux 8e et 32e minutes de jeu et contribuant ainsi à la victoire 9-0 des Islandaises,. Cinq jours plus tard, elle est passeuse décisive face à la Suède (match nul 1-1).
En juin 2022, elle est sélectionnée par Þorsteinn Halldórsson pour disputer l'Euro 2022 en Angleterre.

## Famille
Jónsdóttir est la fille d'un père islandais, Jón Sveinsson, et d'une mère ghanéenne, Eunice Quayson,. Elle est prénommée Sveindís Jane en l'honneur de son grand-père Sveinn et de sa grand-mère Janet, dite Jane.
Elle est en couple avec Sigurður Ingi Bergsson, rencontré en cours d'anglais à la Fjölbrautaskóli Suðurnesja, un établissement scolaire de Suðurnes. Depuis 2024, elle est en couple avec le footballer international anglais Rob Holding. 

## Palmarès

### En club
| Breiðablik Kópavogur - Championnat d'Islande (1) : - Championne : 2020. |  | VfL Wolfsburg - Championnat d'Allemagne (1) : - Championne : 2022. - Coupe d'Allemagne (2) : - Championne : 2022, 2023 et 2024. |

### Distinctions personnelles
- Élue meilleure joueuse du championnat d'Islande en 2020
- Meilleure buteuse du championnat d'Islande en 2020 (14 buts)
- Élue joueuse du mois d'avril 2021 du championnat de Suède en 2021